# Molinella
Molinella é uma comuna italiana da região da Emília-Romanha, província de Bolonha, com cerca de 13.741 habitantes. Estende-se por uma área de 127 km², tendo uma densidade populacional de 108 hab/km². Faz fronteira com Argenta (FE), Baricella, Budrio, Medicina.

## Demografia
| Variação demográfica do município entre 1861 e 2011                               |
|                                                                                   |
| Fonte: Istituto Nazionale di Statistica (ISTAT) - Elaboração gráfica da Wikipedia |